# 구용서
구용서(具鎔書, 일본식 이름:具原一郎 1899년 10월 21일 ~ 1984년 4월 24일)는 대한민국의 초대 한국은행 총재이며, 제10대 상공부 장관이다. 본관은 창원.

## 생애
1899년 부산에서 출생했다. 외할아버지가 일본 정부로부터 조선귀족 작위를 받은 송병준이며, 아버지인 구연수는 조선총독부 소속 경무관과 조선총독부 중추원 참의를 지냈으므로, 유복한 가정 환경 속에서 자라났다.
구용서의 어머니 사카이 와키는 원예육종학자인 우장춘의 어머니이자 민비시해에 가담했던 인물로 알려진 우범선의 아내인 사카이 나카의 친동생이다.
일본인 자녀를 위해 설립된 학교인 경성부 경성중학교를 졸업한 뒤, 일본 도쿄상과대학(현재의 히토츠바시 대학) 로 진학했다. 1925년부터 조선은행의 도쿄 지점에서 근무를 시작하여 조선인으로는 드물게 고위직에 올랐다.
광복과 함께 조선은행이 한국은행으로 개편될 때 한국은행설립위원회 부위원장을 맡아 개편 작업을 주도하여, 1950년 6월 한국 전쟁 직전에 설립된 한국은행 초대 총재에 취임했다. 1953년 대한석탄공사 총재를 거쳐서, 1954년 조선식산은행을 모태로 삼아 한국산업은행이 설립될 때는 이 은행의 초대 총재를 맡기도 했다.
제1공화국의 상공부 장관을 역임했다.

## 참고 자료
- “초대 韓銀.産銀총재”. 연합뉴스. 2004년 8월 22일.